# فيلفريد كلاوس
فيلفريد كلاوس (بالألمانية: Wilfried Klaus)‏ هو ممثل ألماني، ولد في 8 يوليو 1941 في ألمانيا.

## وصلات خارجية
- فيلفريد كلاوس على موقع IMDb (الإنجليزية)
- فيلفريد كلاوس على موقع ألو سيني (الفرنسية)
- فيلفريد كلاوس على موقع قاعدة بيانات الأفلام السويدية (السويدية)
- فيلفريد كلاوس على موقع قاعدة بيانات الفيلم (الإنجليزية)
- فيلفريد كلاوس على موقع كينوبويسك (الروسية)